# Gustav Schreiber (Politiker)
Gustav Otto Franz Schreiber (* 29. Oktober 1804 in Eilhausen; † 10. März 1872 in Arolsen) war ein deutscher Gutsbesitzer und Politiker.

## Leben
Schreiber war der Sohn des Landrats Daniel Schreiber (1779–1842) und dessen Ehefrau Ernestine Christiane Friederike, geborene Rohde (1780–1864). Er heiratete am 13. Oktober 1837 in Korbach in erster Ehe Emilie Marianne Mathilde Rhode (1813–1839). Am 4. Dezember 1840 heiratete er in zweiter Ehe die Schwester der ersten Ehefrau, Marianne Albertine Ottilie Rhode (1821–1900). Aus der zweiten Ehe stammt der Sohn Oskar Schreiber, der ebenfalls Abgeordneter wurde.
Schreiber war Gutsbesitzer in Billinghausen. 1865 verkaufte er das Gut an den Freiherren von Zuydtwyck in Kemperfeld.
1852 bis 1855 war er Abgeordneter im Landtag des Fürstentums Waldeck-Pyrmont. Er wurde im Wahlkreis Kreis der Twiste gewählt.